# Appen (azienda)
Appen Limited (precedentemente nota come Appen Butler Hill) è una società australiana quotata in Borsa all'Australian Securities Exchange (ASX) con il codice APX.
Appen fornisce o migliora i dati utilizzati per lo sviluppo di prodotti di machine learning e intelligenza artificiale. I dati includono messaggi vocali e del linguaggio naturale, immagini e video, dati di testo e alfanumerici e dati di pertinenza per migliorare i motori di ricerca e dei social media.

## Storia
Appen è stata fondata a Sydney nel 1996 dalla linguista Dr. Julie Vonwiller, che è stata raggiunta da suo marito Chris Vonwiller che ha lasciato il suo lavoro a Telstra nel 2000 per entrare a tempo pieno in Appen ed è attualmente il suo presidente non esecutivo.
Nel 2011, Appen si è fusa con il Butler Hill Group, che aveva sede a Ridgefield, Connecticut e Seattle, Washington, originariamente fondato da Lisa Braden-Harder nel 1993. Lisa è stata un membro del team pionieristico nella tecnologia di controllo grammaticale dell'IBM TJ Watson Research Center prima di fondare il Butler Hill Group ed è rimasta CEO fino al 2015. Dopo la fusione, l'attività combinata è stata chiamata Appen Butler Hill e ha ampliato il proprio ambito di attività per includere risorse linguistiche, ricerca e testo.
Nel 2012, Appen ha acquisito Wikman Remer, un'azienda con sede a San Rafael, in California, che ha sviluppato strumenti e piattaforme per il coinvolgimento dei dipendenti, la moderazione e la cura online.
L'azienda Appen Butler Hill è stata rinominata come Appen nel 2013, ed è diventata pubblica sull'ASX il 7 gennaio 2015, guidata da Lisa Braden-Harder.
Nel luglio 2015 Mark Brayan è entrato in Appen come CEO e continua a ricoprire tale posizione ancora oggi.
Nell'ottobre 2016 Appen ha acquisito una società di servizi di trascrizione con sede nel Regno Unito chiamata Mendip Media Group (MMG).
Appen ha inoltre acquisito Leapforce, una società di annotazione dati, nel novembre 2017 per 80 milioni di dollari, aggiungendo ulteriori funzionalità nella pertinenza di ricerca e aumentando il proprio pubblico a oltre 1.000.000 di lavoratori.
Nel 2019 Appen ha acquisito Figure Eight.

## Sedi
La sede centrale dell'azienda si trova a Chatswood, nel Nuovo Galles del Sud, 10 chilometri a nord del quartiere centrale degli affari di Sydney, in Australia. La sede degli Stati Uniti si trova a Kirkland, Washington, sobborgo di Seattle, e ci sono uffici statunitensi anche a San Francisco, California e Detroit, Michigan. Appen ha anche uffici a Pechino, in Cina, a Cavite, nelle Filippine ed Exeter, in Inghilterra.

## Operazioni di mercato
Alla fine del 2017, i ricavi erano di 166,6 milioni di dollari australiani e l'azienda contava più di 350 dipendenti a tempo pieno e oltre 1.000.000 di comprovati lavoratori part-time nella compagnia. Le attività vengono eseguite in più di 180 lingue e 130 paesi.
La maggior parte dei ricavi dell'azienda vengono guadagnati offshore e i clienti includono otto delle prime dieci maggiori società tecnologiche.
I clienti di Appen utilizzano il machine learning per innumerevoli scopi tra cui il riconoscimento vocale automatico (ASR), la visione artificiale, l'aumento delle conversioni nell'e-commerce, la fornitura di pubblicità più significativa e personalizzata, il miglioramento dei feed dei social media o il miglioramento delle capacità del servizio clienti con strumenti come chatbot e assistenti virtuali.
Affinché le macchine dimostrino l'intelligenza artificiale, devono essere programmate con dati di addestramento di fattura umana che le aiutino ad apprendere. Appen utilizza il crowdsourcing per raccogliere e migliorare i dati e ha accesso a un team qualificato di oltre 1 milione di lavoratori part-time che raccolgono, annotano, valutano, etichettano, valutano giudicano, testano, traducono e trascrivono dati vocali, immagini, testo e video per trasformarli in dati di training di machine learning efficaci per una gran varietà di scopi.